# Église Saint-Jean-Baptiste de Sommeron
L'église Saint-Jean-Baptiste est une église située à Sommeron, en France.

## Localisation
L'église est située sur la commune de Sommeron, dans le département de l'Aisne.

## Historique
L'église a été construite en 1856 par l’architecte départemental Jean-Antoine Dablin.

## Galerie

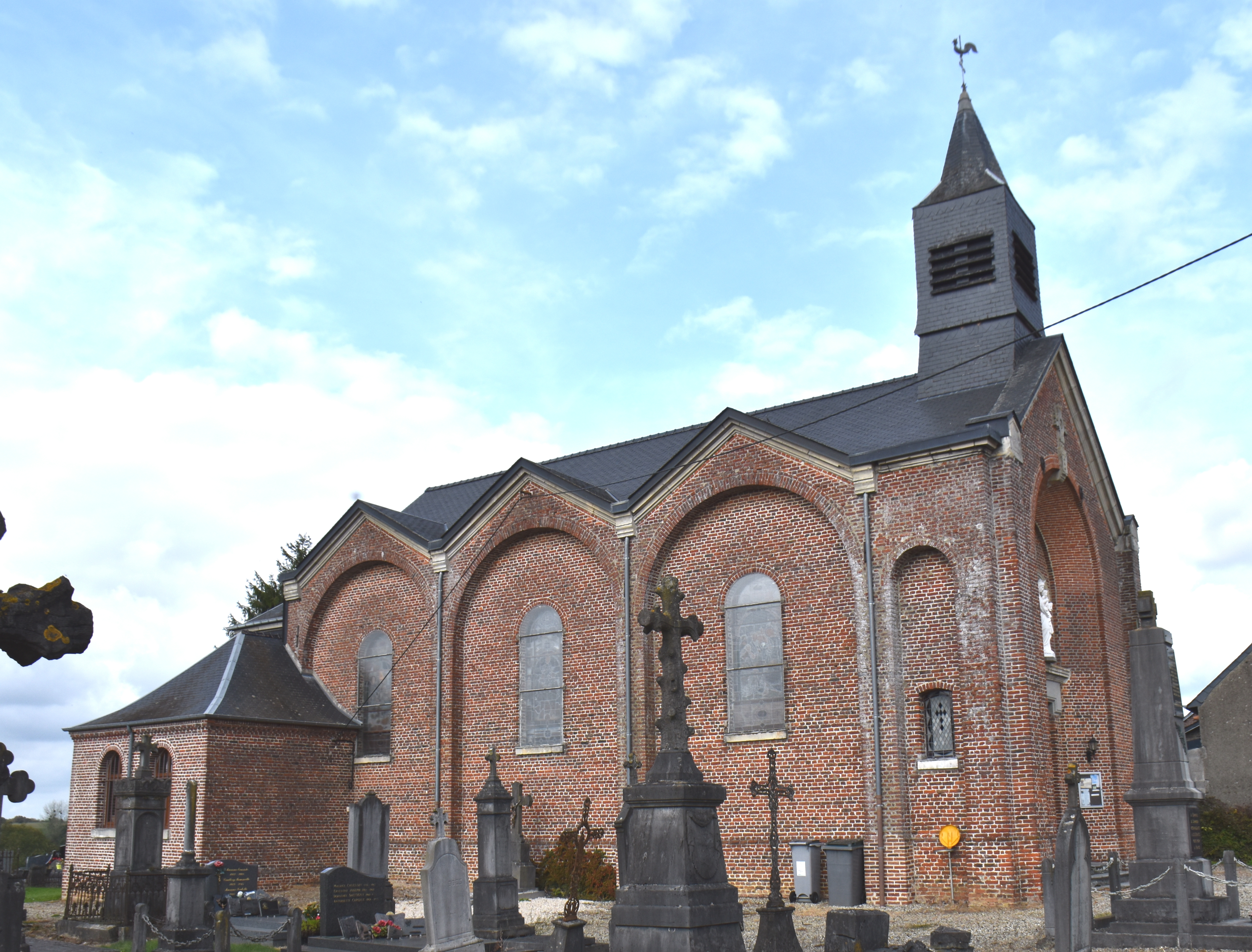
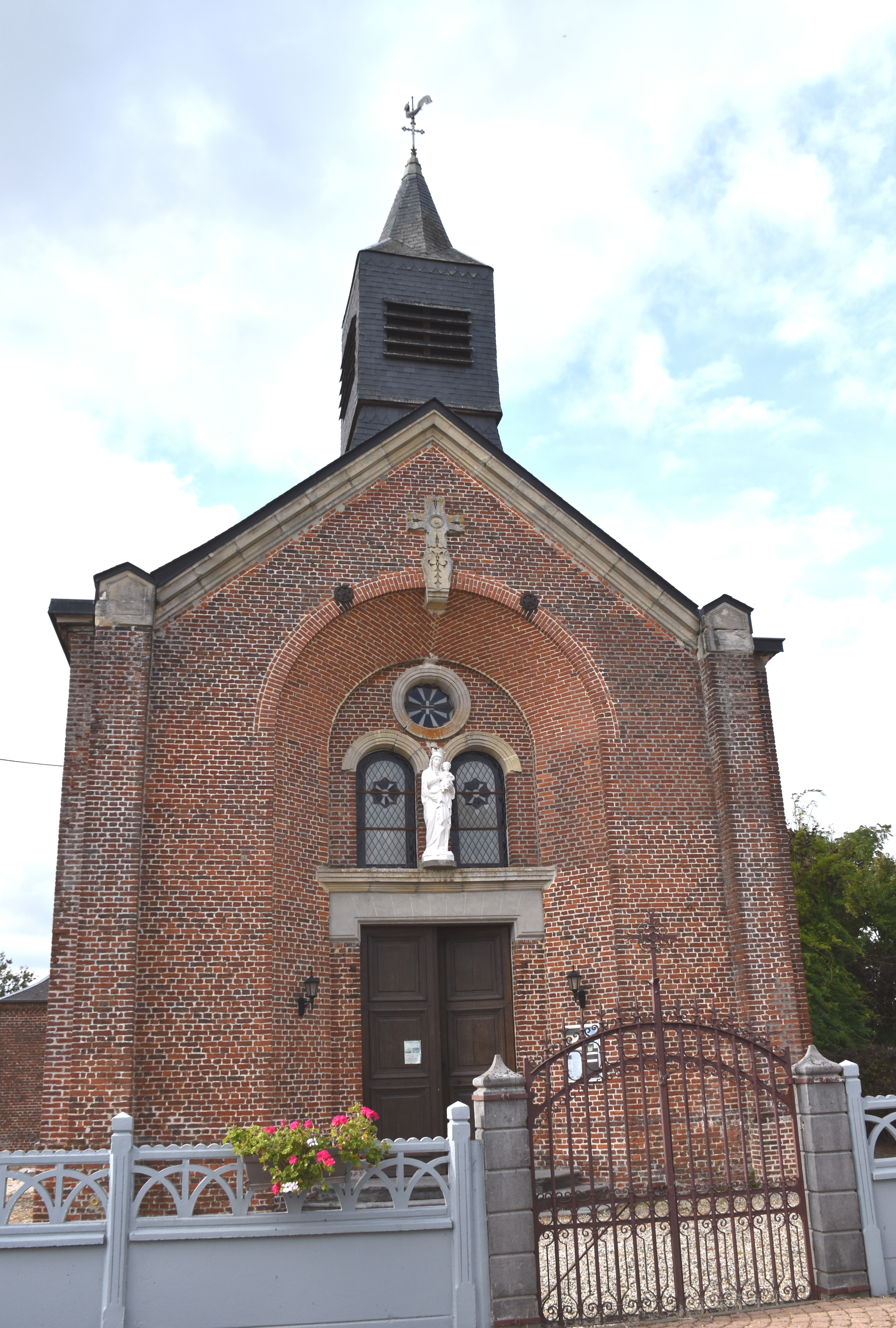
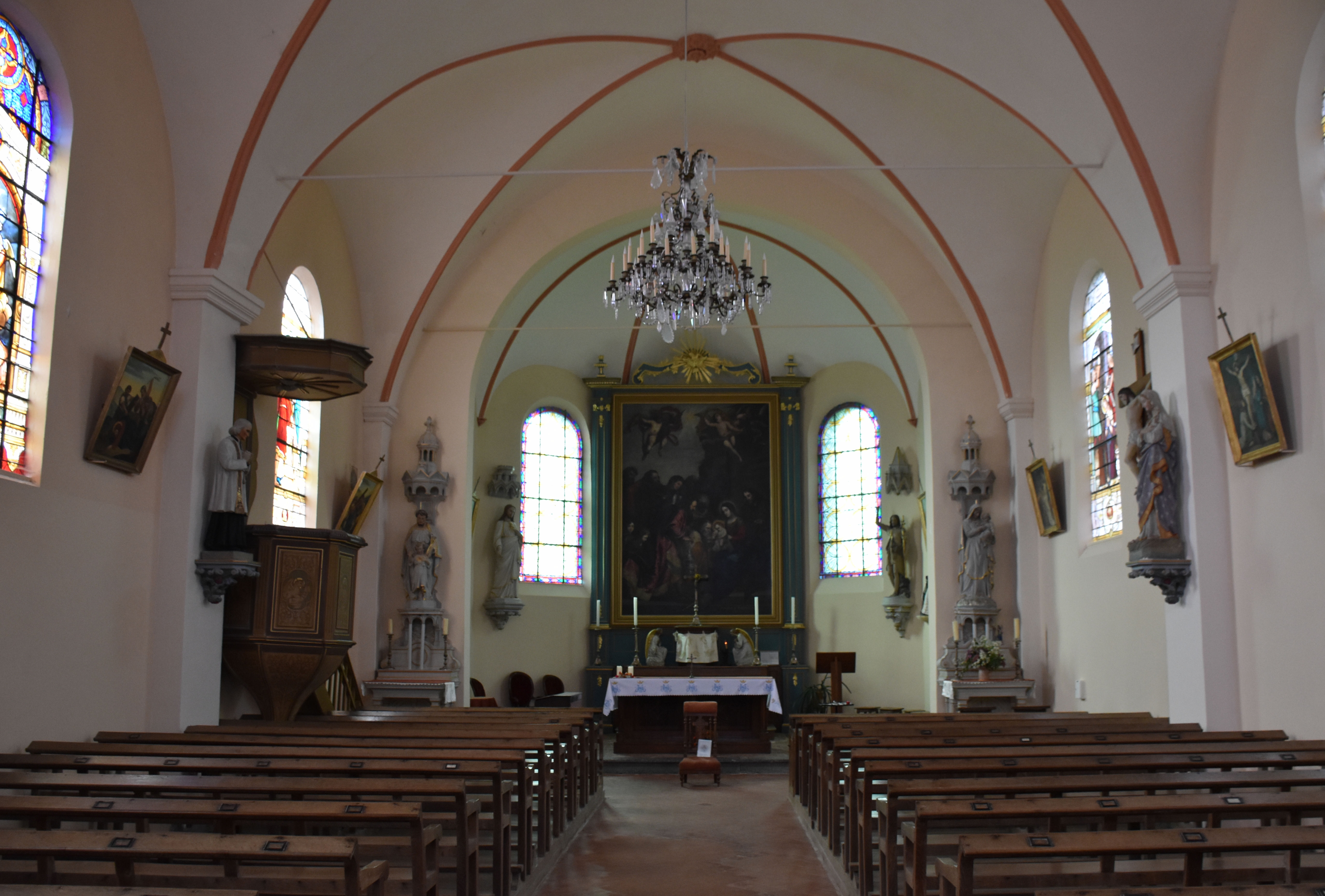
La nef.
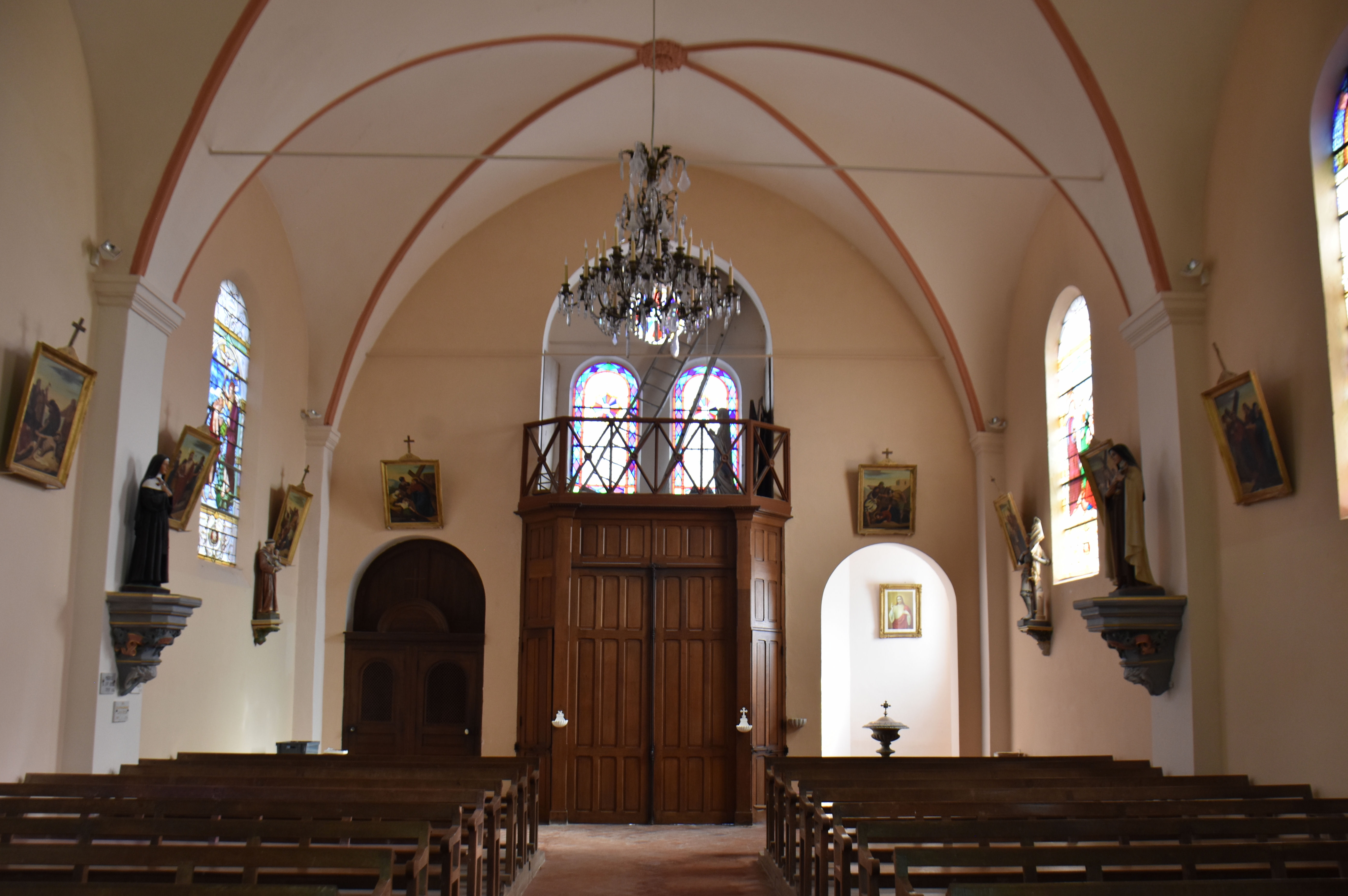
La nef côté porche.
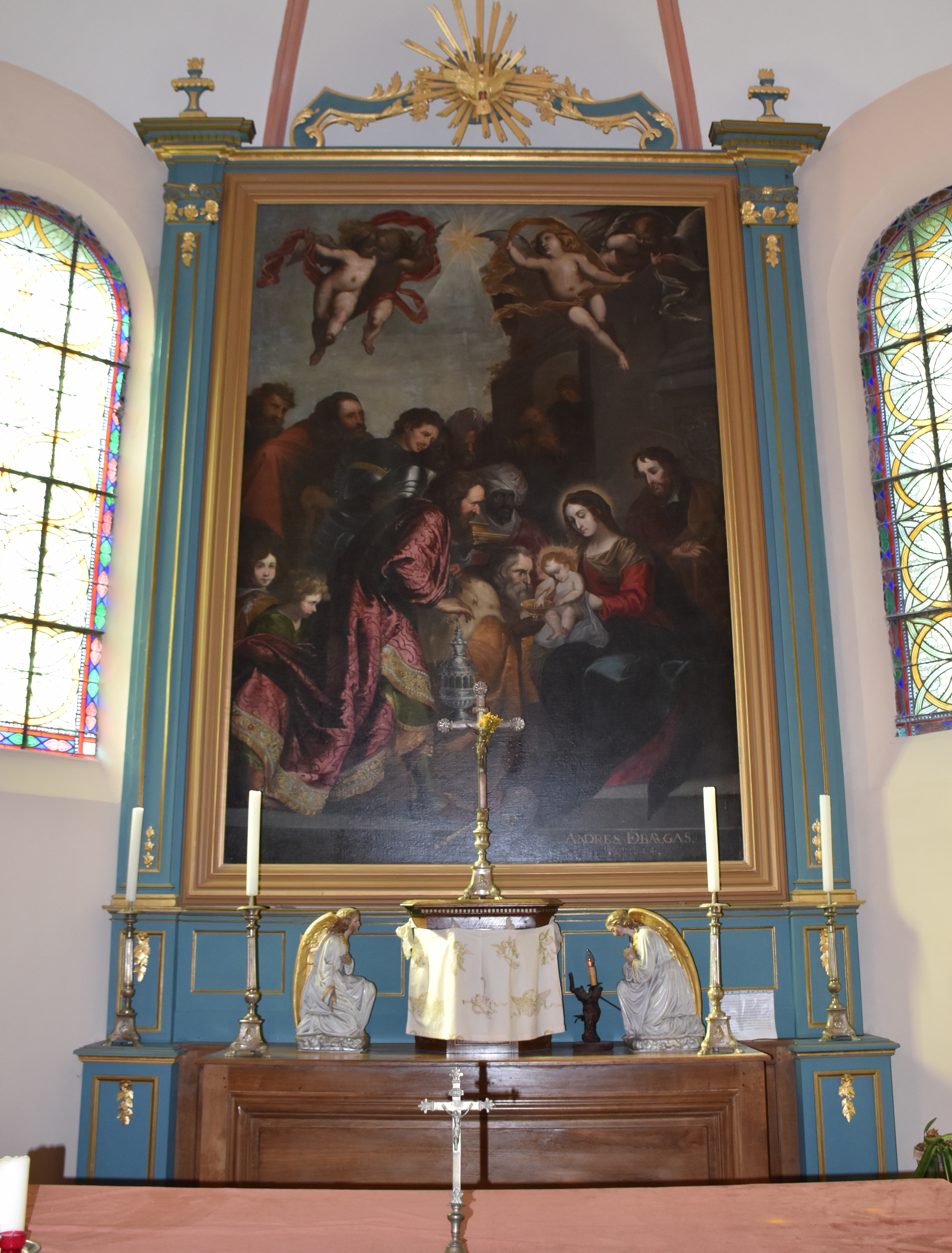
L'autel.
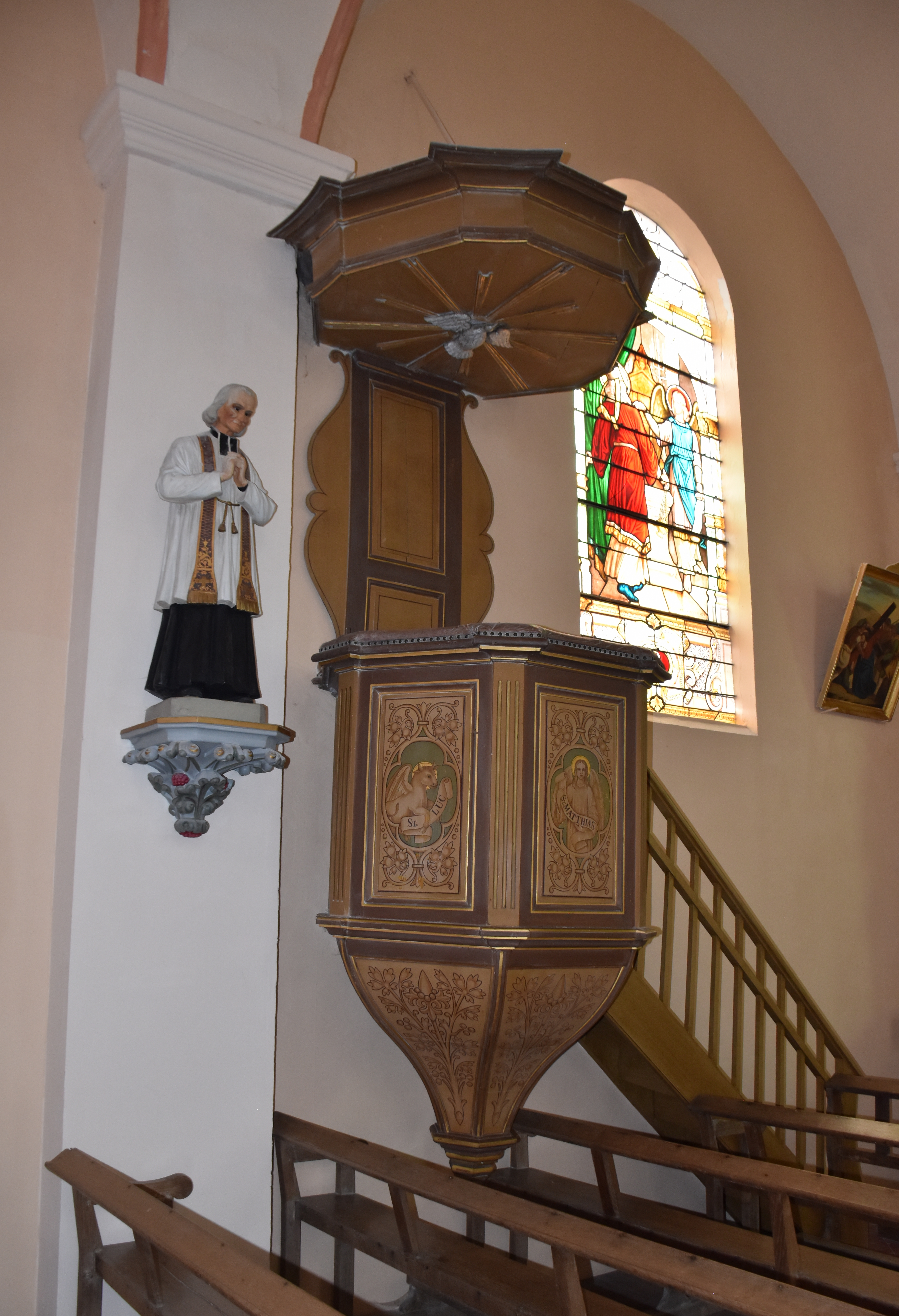
La chaire.